# Cyrtonops asahinai
Cyrtonops asahinai là một loài bọ cánh cứng trong họ Cerambycidae.